# Global Online Freedom Act
Der Global Online Freedom Act bezeichnet ein Gesetzgebungsvorhaben des US-Kongresses, welches die Zusammenarbeit von Online-Unternehmen mit Staaten verbieten soll, die die Informationsfreiheit im Internet zensieren. Anlass waren Unternehmen, wie Google, Yahoo und Microsoft, die in China der staatlich geforderten Selbstzensur zugestimmt hatten, um auf dem wachsenden chinesischen Markt aktiv sein zu können.
Der republikanische Kongress-Abgeordnete Chris Smith brachte zwischen 2006 und 2013 unter dem Titel Global Online Freedom Act (GOFA) insgesamt sechs Gesetzesentwürfe ein, die insbesondere entsprechende Exportkontrollen und eine staatliche Unternehmensaufsicht vorsahen, aber nicht verabschiedet wurden. Google hatte seinen anfänglichen Widerstand gegen eine entsprechende Regelung im Jahr 2010 aufgegeben.